# Apeadero de Minhocal
El Apeadero de Minhocal fue una plataforma de la Línea de la Beira Alta, que servía a la localidad de Minhocal, en el Distrito de Guarda, en Portugal.

## Historia
Este apeadero se encuentra en el tramo de la Línea de la Beira Alta entre Pampilhosa y Vilar Formoso, que entró en servicio, de forma provisional, el 1 de julio de 1882; la línea fue totalmente inaugurada, entre Figueira da Foz y la frontera con España, el 3 de agosto del mismo año, por la Compañía de los Caminhos de Ferro Portugueses de la Beira Alta.
En 1932, la Compañía de la Beira Alta construyó una plataforma en esta plataforma, que poseía, en ese momento, la categoría de apeadero.